# Александрова, Вера (танцовщица)
Вера Александрова, урождённая Локман (8 сентября 1893, Москва — 1 ноября 1968, Сигтуна) — шведская танцовщица балета и хореограф русского происхождения. Также была известна как писательница и поэтесса.

## Биография
Вера Александрова родилась 8 сентября 1893 года в Москве (по другим источникам — в Риге). В 1918 году закончила Музыкально-драматическое училище Московского филармонического общества (ныне ГИТИС), где её специальностью были балет и драматическое искусство. После революции 1917 года Вера бежала в Таллин, где стала танцовщицей и хореографом в театре оперы и балета. В 1923 году она вышла замуж за Эрнста Гёсту Лундквиста, инженера из Швеции, и уехала с ним в Гётеборг, где основала балетную школу для детей и взрослых. В 1926 году переселилась в Стокгольм, где продолжила педагогическую деятельность. В 1920-х — 1930-х годах школа Веры Александровой была очень популярна; в ней преподавались как балетное искусство, так и модный в то время «пластический танец». Сама она также принимала участие в балетных постановках и, кроме того, писала балетные рецензии на шведском языке, в частности для журнала Scenen.
Большое влияние на Веру Александрову оказали идеи Айседоры Дункан о свободном танце и женской эмансипации. Она полагала, что с помощью танца можно пробудить и развить артистическое начало в каждом человеке, особенно в ребёнке. Многие ученики Александровой становились впоследствии известными танцорами, хореографами и преподавателями танца, в том числе Биргит Кульберг, Марта Торен, Эльса-Марианна фон Росен, Иво Крамер и Эва Дальгрен. Несколько лет в школе Александровой занималась фотограф Анна Ривкин-Брикк, прекратившая занятия балетом из-за травмы ноги.
В 1937 году Вера Александрова вышла замуж во второй раз: за писателя Педера Шёгрена. Бракосочетание состоялось 19 июня 1937 года в стокгольмской церкви Энгельбректа. В этот период она также начала писать и опубликовала сборник лирических миниатюр «Katedralen i berget» (1941), получивший хвалебные отзывы критиков. В 1940-х годах Вера Александрова, по инициативе Герты Свенссон, преподавала ритмическую гимнастику работницам табачной фабрики в Стокгольме. Впоследствии она дала яркое и поэтичное описание этого опыта в своей книге «Maskinen och blomman», опубликованной в 1944 году. В том же году вышел ещё один её поэтический сборник, «Femina sum». Кроме того, Вере Александровой была близка тема религии, которая также находила отражение в её творчестве, в частности, в книге «Skogen Stockholm» (1945). Изначально воспитанная в православной вере, впоследствии она перешла в католичество. В 1949 и в 1950 годах вышли два её автобиографических романа, «Sandal och sidensko» и «Träduvor i parken», повествующие о её детстве и юности в России.
Вера Александрова умерла в Сигтуне в 1968 году и была похоронена на Северном кладбище в Стокгольме.